# Oberstenfeld
Oberstenfeld [ˈoːbɐstn̩fɛlt] ist eine Gemeinde des Landkreises Ludwigsburg in Baden-Württemberg, 40 km nördlich von Stuttgart. Sie gehört zur Region Stuttgart (bis 1992 Region Mittlerer Neckar) und zur Randzone der europäischen Metropolregion Stuttgart.

## Geographie

### Geographische Lage
Oberstenfeld liegt im oberen Bottwartal im Nordosten des Landkreises Ludwigsburg und hat Anteil an den Naturräumen Schwäbisch-Fränkische Waldberge und Neckarbecken. Im Norden und Osten grenzt es an die Löwensteiner Berge, westlich ragen die von Weinbergen überzogenen Anhöhen von Forstberg und Wunnenstein auf. Der Teilort Prevorst liegt auf den Waldhöhen der Löwensteiner Berge in einer Gemeindeexklave, umgeben von den Gebieten vierer Gemeinden des Landkreises Heilbronn und des Rems-Murr-Kreises. Mit 517,5 m ü. NHN wird an der Kreisgrenze nördlich von Prevorst die höchste Erhebung des gesamten Gemeindegebietes als auch des Landkreises Ludwigsburg gemessen.

### Nachbargemeinden
Die nächstgelegenen Nachbargemeinden sind Beilstein im Norden und Großbottwar im Süden.

### Gemeindegliederung
Oberstenfeld besteht aus den drei Ortsteilen (Wohnbezirken) Gronau (Wohnbezirk II), Prevorst (Wohnbezirk III) und Oberstenfeld (Wohnbezirk I). Die offizielle Benennung der Ortsteile erfolgt durch vorangestellten Namen der Gemeinde und mit Bindestrich verbunden nachgestellt die Namen der Ortsteile. Die drei Ortsteile bilden Wohnbezirke im Sinne der baden-württembergischen Gemeindeordnung und die beiden Ortsteile Gronau und Prevorst bilden zusammen eine Ortschaft im Sinne der baden-württembergischen Gemeindeordnung mit eigenem Ortschaftsrat und Ortsvorsteher als dessen Vorsitzender. Für die Wahl des Ortschaftsrats wird die Unechte Teilortswahl entsprechend angewendet, Gronau und Prevorst bilden hierfür die beiden Wohnbezirke Wohnbezirk II und Wohnbezirk III. Die Ortsteile Gronau und Prevorst bildeten bis 31. Dezember 1971 die selbstständige Gemeinde Gronau. Zum Ortsteil Gronau gehört das Dorf Gronau. Zum Ortsteil Prevorst gehört der Weiler Prevorst. Zum Ortsteil Oberstenfeld gehören das Dorf Oberstenfeld, Burg und Gehöft Lichtenberg und der Wohnplatz Neuwirtshaus sowie die abgegangenen Ortschaften Glashausen, Kratzheim, Schmaleneck und Zum Hag.
Gronau liegt unmittelbar nordöstlich von Oberstenfeld, Prevorst liegt ca. fünf Kilometer nordöstlich von Oberstenfeld in den Löwensteiner Bergen. Prevorst ist vom Rest des Gemeindegebiets getrennt und bildet eine Exklave zwischen dem Landkreis Heilbronn und dem Rems-Murr-Kreis. Mit 483 Metern über NN ist es der höchstgelegene Ort im Landkreis Ludwigsburg.

### Flächenaufteilung
Nach Daten des Statistischen Landesamtes, Stand 2014.

## Geschichte

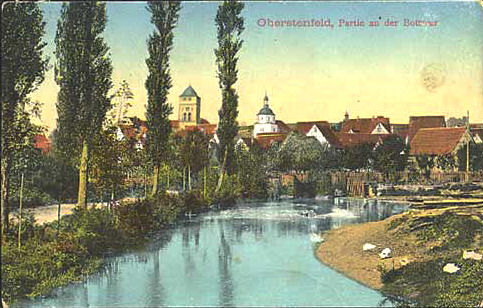
Oberstenfeld um 1900

### Geschichte von Oberstenfeld
Oberstenfeld entstand im 7. oder 8. Jahrhundert. Es wurde von dem bereits davor existierenden Dorf Boteburon, heute Großbottwar, besiedelt. Im Jahre 1016 wurde am Ort das Damenstift Oberstenfeld gegründet. Im Jahre 1357 übernahmen die Grafen von Württemberg dessen Schirmherrschaft. Das Stift, das 1540 die Reformation annahm, verblieb jedoch bis 1803 Teil der Reichsritterschaft und wurde erst dann von Württemberg vereinnahmt.
Im Dreißigjährigen Krieg hatte der Ort wie alle umliegenden Orte sehr zu leiden. Im Sommer 1693 wurde Oberstenfeld im Pfälzischen Erbfolgekrieg wie das benachbarte Beilstein durch französische Truppen in Brand gesteckt, wobei etwa ein Drittel des Ortes, darunter das Rathaus niederbrannten.
Mit der neuen Verwaltungsgliederung des jungen Königreichs Württemberg kam Oberstenfeld 1807 zum Oberamt Marbach. Im Jahre 1832 hatte der Ort etwa 1200 Einwohner. Da es zunächst zu keiner Ansiedlung von Industriebetrieben im Zuge der Industrialisierung kam, gab es im 19. Jahrhundert fast kein Wachstum des sich nordöstlich an das Stiftsgelände anschließende und sich längs der Markt- und Schmiedbergstraße hinziehenden Ortes. Erst der Bau der Bottwartalbahn setzte um 1900 wichtige wirtschaftliche Aspekte, doch war das Wachstum bis in die Zeit unmittelbar nach dem Zweiten Weltkrieg noch eher bescheiden. Bei der Verwaltungsreform während der NS-Zeit in Württemberg gelangte Oberstenfeld 1938 zum Landkreis Ludwigsburg.
1945 wurde der Ort Teil der Amerikanischen Besatzungszone und gehörte somit zum neu gegründeten Land Württemberg-Baden, das 1952 im jetzigen Bundesland Baden-Württemberg aufging. 1953 wurden in Oberstenfeld 1780 Einwohner gezählt. Die Ausweisung von Bau- und Industriegebieten brachte die Ansiedlung von Industriebetrieben und Wohnbevölkerung. Zu den bedeutendsten Industrieunternehmen zählten ein Werk der Getrag sowie die Firma Werzalit. Außerdem entwickelten sich aus regionalen Handwerksbetrieben weitere Industrieunternehmen. 1968 wurden etwa 3000 Einwohner gezählt. Die Ortsmitte erhielt ihre heutige Gestalt durch mehrere Flächensanierungen ab den 1970er Jahren. 1972 wurden Gronau und Prevorst eingemeindet, womit die Gemeinde über 7000 Einwohner zählte.

### Geschichte der Ortsteile
Auch der Ortsteil Prevorst [ˈpreːfɔrst] sowie die Burg Lichtenberg gelangten 1357 von den Herren von Lichtenberg an die Grafen von Württemberg, die wenige Jahre zuvor (1350) schon Gronau von den Markgrafen von Baden erworben hatten. Prevorst gehörte hernach zur Gemeinde Gronau.
Waren die drei Orte ab 1810 noch gemeinsam dem Oberamt Marbach zugeordnet, so gelangte Oberstenfeld 1938 an den Landkreis Ludwigsburg, Gronau mit Prevorst hingegen an den Landkreis Heilbronn. Am 1. Januar 1972 wurde Gronau mit Prevorst jedoch unter Wechsel der Landkreiszugehörigkeit nach Oberstenfeld eingemeindet.
Der Ort Prevorst wurde durch Friederike Hauffe, geborene Wanner (1801–1829), die sogenannte Seherin von Prevorst, bekannt, über die Justinus Kerner einen Bericht schrieb.

### Einwohnerentwicklung
Einwohnerzahlen nach dem jeweiligen Gebietsstand. Die Zahlen sind Volkszählungsergebnisse (¹) oder amtliche Fortschreibungen des Statistischen Landesamtes Baden-Württemberg (nur Hauptwohnsitze).
| Jahr                | Einwohner |
| ------------------- | --------- |
| 1. Dezember 1871¹   | 2101      |
| 1. Dezember 1880¹   | 2212      |
| 1. Dezember 1890¹   | 2097      |
| 1. Dezember 1900¹   | 2043      |
| 1. Dezember 1910¹   | 2027      |
| 16. Juni 1925¹      | 2071      |
| 16. Juni 1933¹      | 2091      |
| 17. Mai 1939¹       | 2110      |
| 13. September 1950¹ | 2834      |
| 6. Juni 1961¹       | 3175      |

| Jahr               | Einwohner |
| ------------------ | --------- |
| 27. Mai 1970¹      | 4835      |
| 31. Dezember 1980¹ | 6814      |
| 25. Mai 1987¹      | 7235      |
| 31. Dezember 1990¹ | 7666      |
| 31. Dezember 1995¹ | 8044      |
| 31. Dezember 2000¹ | 7933      |
| 31. Dezember 2005¹ | 8049      |
| 31. Dezember 2010¹ | 7897      |
| 31. Dezember 2015¹ | 7928      |
| 31. Dezember 2020¹ | 7893      |

## Religionen
Seit der 1534 durch Herzog Ulrich angeordneten Reformation sind die Gemeinden in Oberstenfeld evangelisch geprägt. Es gibt drei evangelische Gemeinden mit ihren jeweiligen Gotteshäusern. Die Cyriakuskirche befindet sich in Gronau, die Stiftskirche St. Johannes der Täufer in Oberstenfeld und die erst 1905 errichtete evangelische Kirche in Prevost. Diese drei Gemeinden gehören zum Kirchenbezirk Marbach der Evangelischen Landeskirche in Württemberg.
Nach dem Zweiten Weltkrieg bildete sich auch eine katholische Gemeinde mit der 1962 errichteten Hl.-Herz-Jesu-Kirche. Die Gemeinde gehört zur Seelsorgeeinheit Bottwartal im Dekanat Ludwigsburg der Diözese Rottenburg-Stuttgart.
Zudem gibt es in Oberstenfeld eine neuapostolische Kirche sowie eine Moschee. Die Moschee trägt den Namen Selimiye Camii und wird von der DITIB betrieben.

## Politik

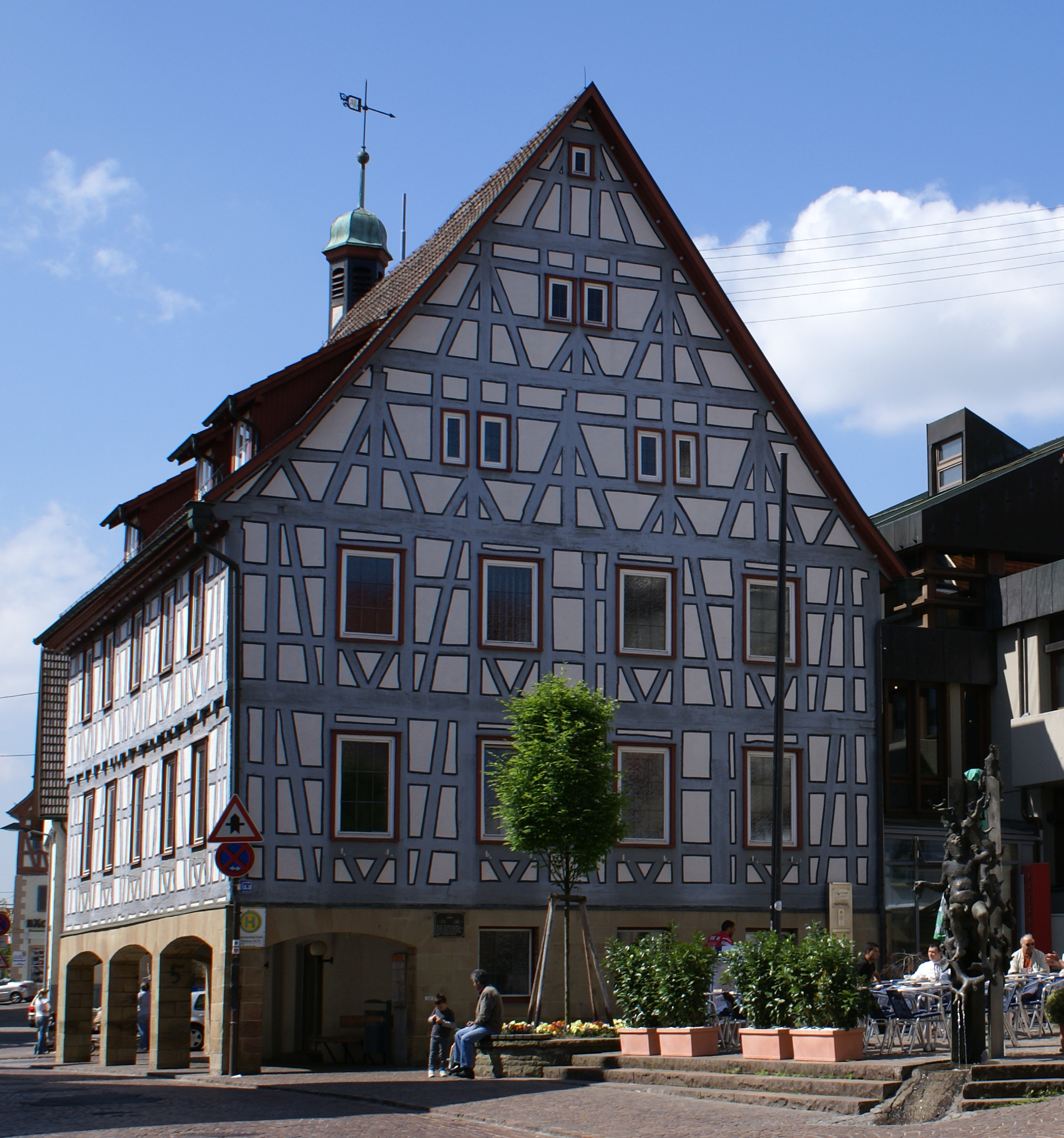
Rathaus

### Gemeinderat
In Oberstenfeld wird der Gemeinderat nach dem Verfahren der unechten Teilortswahl gewählt. Dabei kann sich die Zahl der Gemeinderäte durch Überhangmandate verändern. Der Gemeinderat in Oberstenfeld besteht nach der letzten Wahl aus den 18 (vorher: 19) gewählten ehrenamtlichen Gemeinderäten und dem Bürgermeister als Vorsitzendem. Der Bürgermeister ist im Gemeinderat stimmberechtigt.
Die Kommunalwahl am 9. Juni 2024 führte zu folgendem Ergebnis. 
| Parteien und Wählergemeinschaften | Parteien und Wählergemeinschaften           | % 2024  | Sitze 2024 | % 2019  | Sitze 2019 | Kommunalwahl 2024 %50403020100 43,86 % (+3,18 %p)39,48 % (+4,21 %p)16,66 % (−7,39 %p) FWCDUSPD20192024 |
| FW                                | Freie Wähler Oberstenfeld                   | 43,86   | 8          | 40,68   | 8          | Kommunalwahl 2024 %50403020100 43,86 % (+3,18 %p)39,48 % (+4,21 %p)16,66 % (−7,39 %p) FWCDUSPD20192024 |
| CDU                               | Christlich Demokratische Union Deutschlands | 39,48   | 7          | 35,27   | 7          | Kommunalwahl 2024 %50403020100 43,86 % (+3,18 %p)39,48 % (+4,21 %p)16,66 % (−7,39 %p) FWCDUSPD20192024 |
| SPD                               | Sozialdemokratische Partei Deutschlands     | 16,66   | 3          | 24,05   | 4          | Kommunalwahl 2024 %50403020100 43,86 % (+3,18 %p)39,48 % (+4,21 %p)16,66 % (−7,39 %p) FWCDUSPD20192024 |
| gesamt                            | gesamt                                      | 100,0   | 18         | 100,0   | 19         | Kommunalwahl 2024 %50403020100 43,86 % (+3,18 %p)39,48 % (+4,21 %p)16,66 % (−7,39 %p) FWCDUSPD20192024 |
| Wahlbeteiligung                   | Wahlbeteiligung                             | 67,35 % | 67,35 %    | 65,99 % | 65,99 %    | Kommunalwahl 2024 %50403020100 43,86 % (+3,18 %p)39,48 % (+4,21 %p)16,66 % (−7,39 %p) FWCDUSPD20192024 |

### Bürgermeister

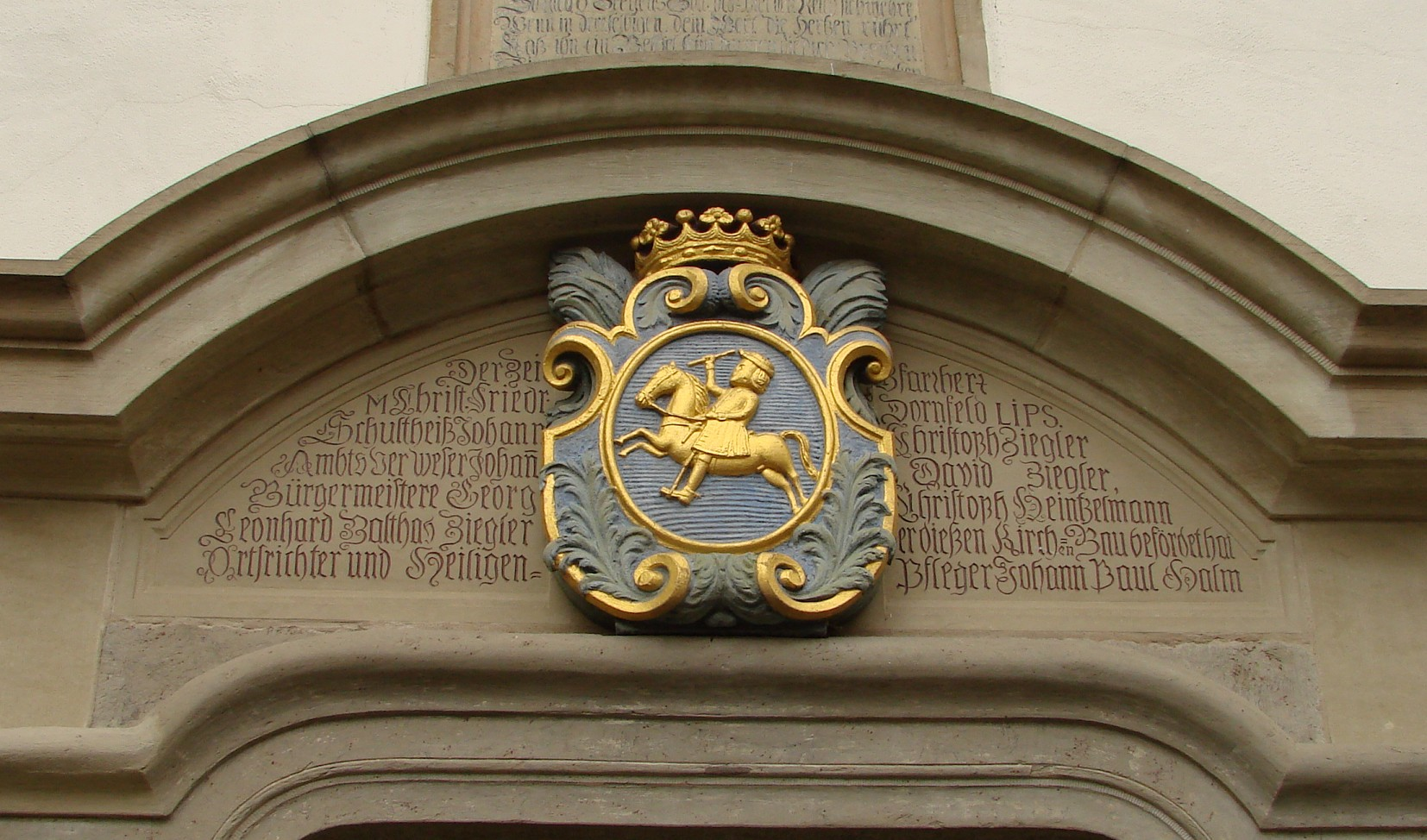
Altes Gemeindewappen am Ostportal der Fleckenkirche

Bürgermeister war ab 2015 Markus Kleemann (CDU). 2025 wurde Kleemann zum Oberbürgermeister von Sindelfingen gewählt.

### Wappen und Flagge
Das Wappen der Gemeinde zeigt: In Silber auf grünem Boden ein einhersprengendes schwarzes, silbern gesäumtes Ross, auf dem ein schwarz gerüsteter Reiter (ein Oberst) mit rotem Helmbusch und silbernem Schwert sitzt. Das Wappen geht auf ein seit 1681 benutztes Siegel zurück und versinnbildlicht den Ortsnamen.
Die Gemeindeflagge ist grün-weiß und wurde bereits vor 1935 geführt.
Das Wappen des Ortsteils Gronau zeigt in Silber auf grünem Boden eine grüne Eiche, deren Stamm von zwei roten Rosen begleitet ist. Das Wappen sowie eine grün-weiße Flagge wurden der damaligen Gemeinde Gronau am 30. März 1960 verliehen.

### Städtepartnerschaft
Seit September 2005 besteht offiziell eine Partnerschaft mit der italienischen Kleinstadt Verbicaro in der Provinz Cosenza. Viele italienische Mitbürger in Oberstenfeld stammen ursprünglich aus dieser 3000 Einwohner starken Kleinstadt in Kalabrien. Ein Schild am Ortseingang würdigt diese Städtepartnerschaft.

## Kultur und Sehenswürdigkeiten
Oberstenfeld liegt an der Württemberger Weinstraße, die an vielen Sehenswürdigkeiten vorbeiführt.

### Bauwerke

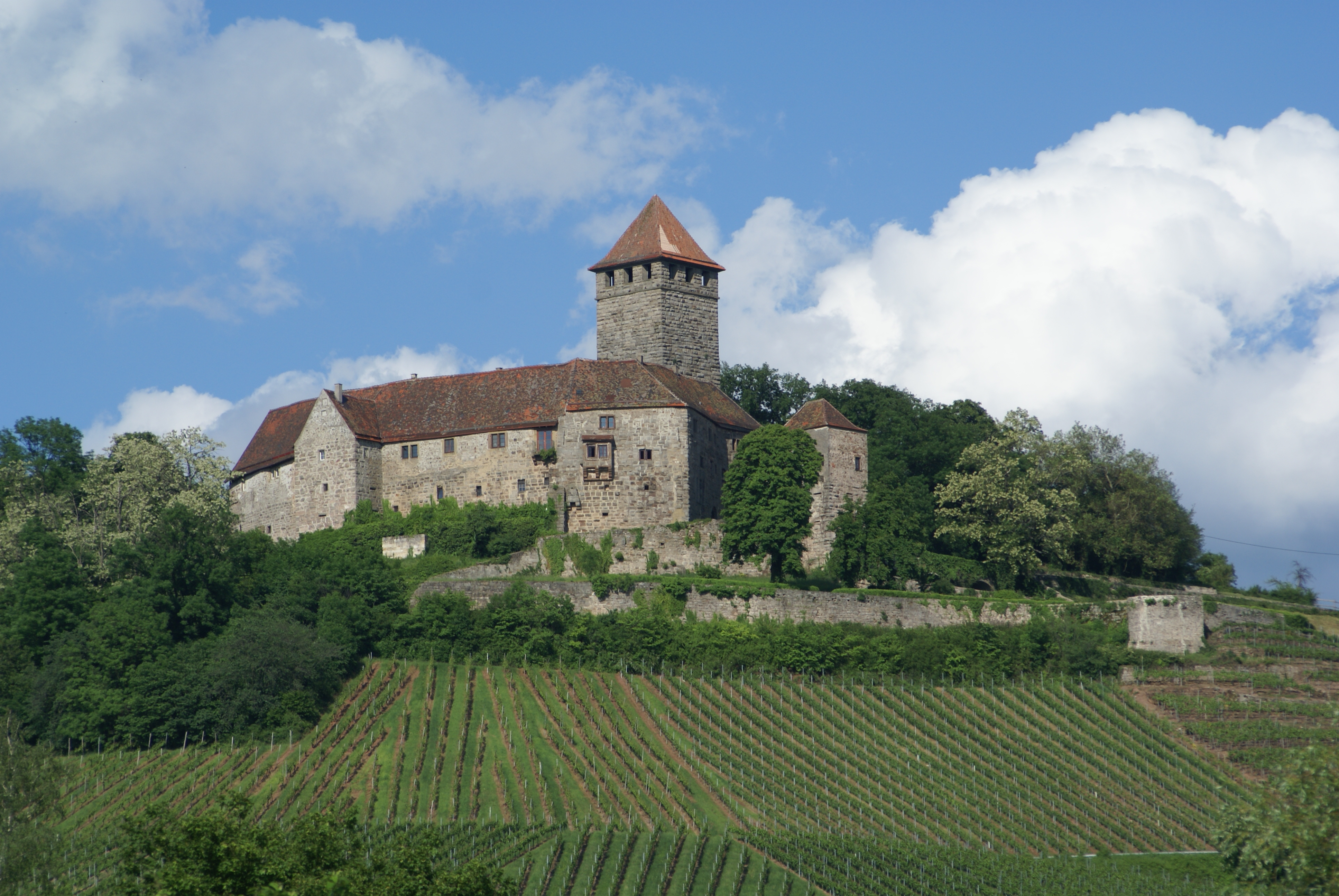
Burg Lichtenberg

Über Oberstenfeld thront die Burg Lichtenberg inmitten idyllischer Weinberge.
Die romanische Peterskirche mit Chorturm, auf einem Höhenzug etwa einen Kilometer nördlich des heutigen Ortskerns gelegen, ist die Hinterlassenschaft einer nicht mehr existenten Vorgängergemeinde. In heidnischer Zeit stand an dem Ort mit großer Wahrscheinlichkeit bereits eine Opferstätte, bis der Ort umgewandelt wurde für die christliche Gottesverehrung. In der ersten Hälfte des 11. Jahrhunderts wurde die ursprüngliche Holzkirche dann durch die jetzige Steinkirche ersetzt. Im 13. Jahrhundert wurde der Chor eingewölbt und die Kirche komplett mit Fresken ausgemalt, von denen einige noch erhalten sind. Die Kirche war fast in Vergessenheit geraten und blieb lange ungenutzt. 1973–1976 wurde sie jedoch restauriert und wird seitdem für evangelische und gelegentlich auch für katholische Gottesdienste genutzt. Die Peterskirche zählt zu den ältesten Sakralbauten in Württemberg.
Die zweitälteste Kirche der Gemeinde, die Cyriakuskirche, befindet sich im Ortsteil Gronau. Ihr Chorturm stammt aus dem 13. und 14. Jahrhundert. 1599 wurde sie umgebaut und erweitert. Im Innern befindet sich eine schöne Predigtkanzel mit einem ebenso schönen Aufgang.

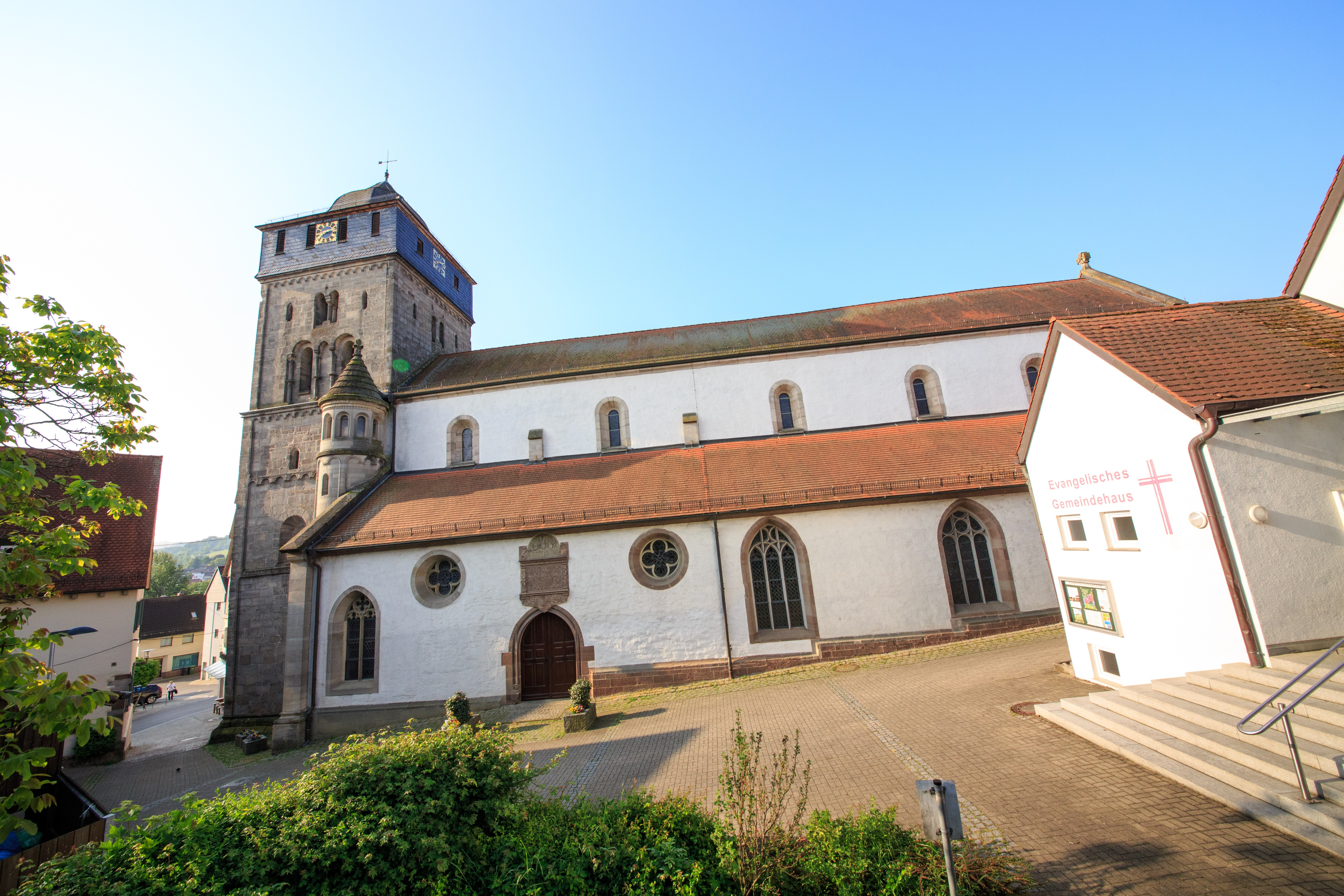
Stiftskirche St. Johannes der Täufer
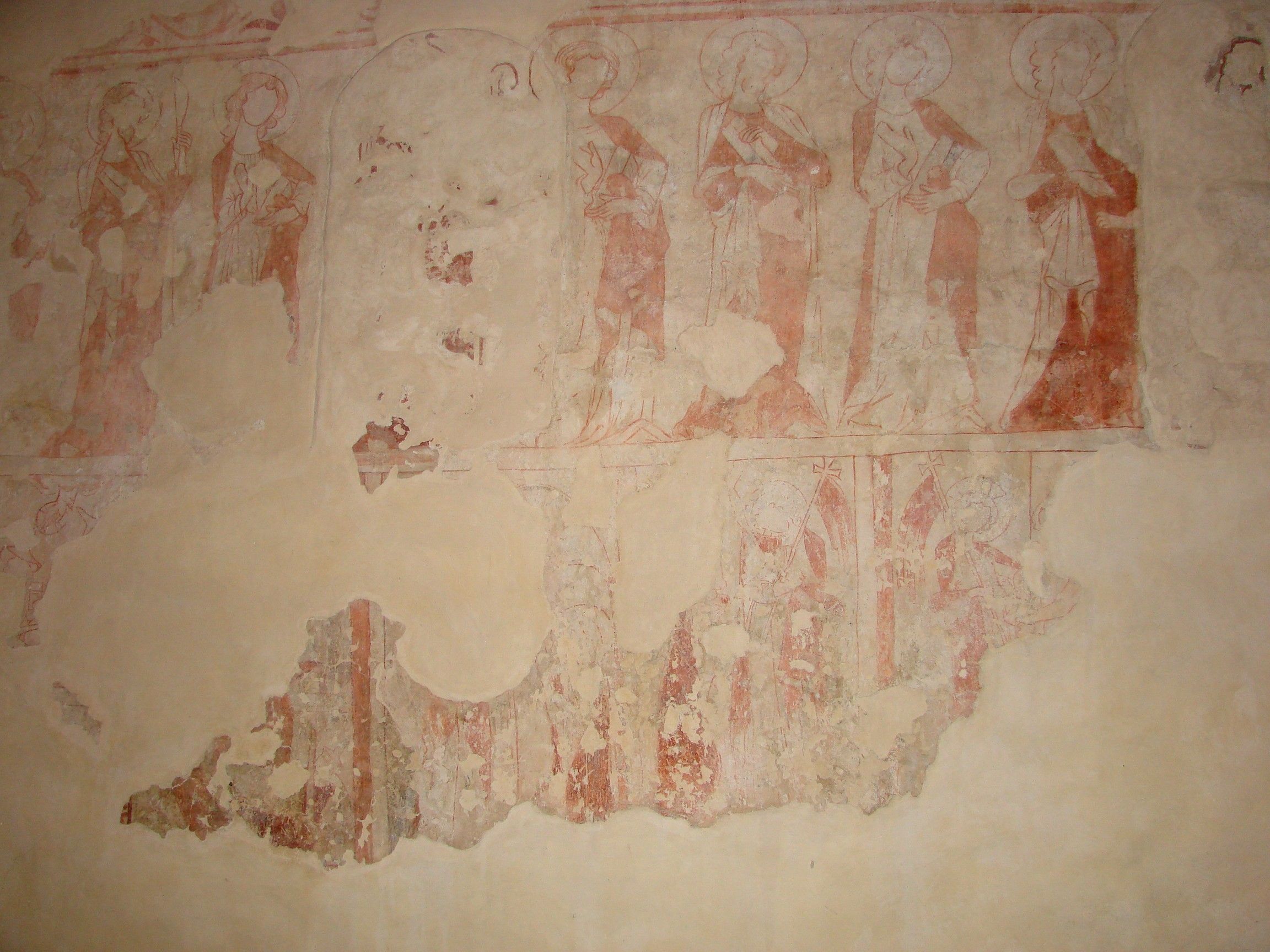
Peterskirche, Fresko aus dem 13. Jahrhundert
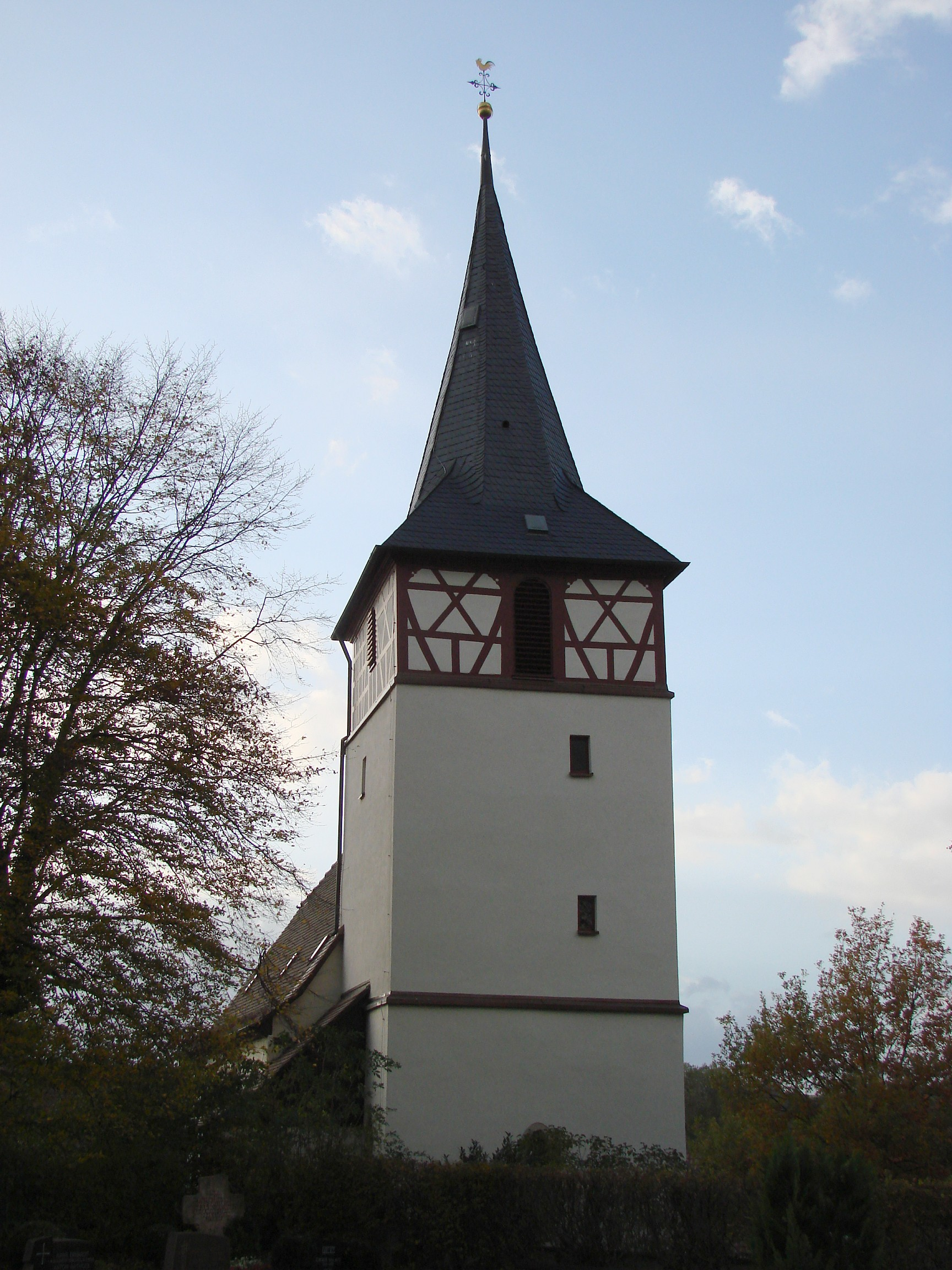
Cyriakuskirche in Gronau
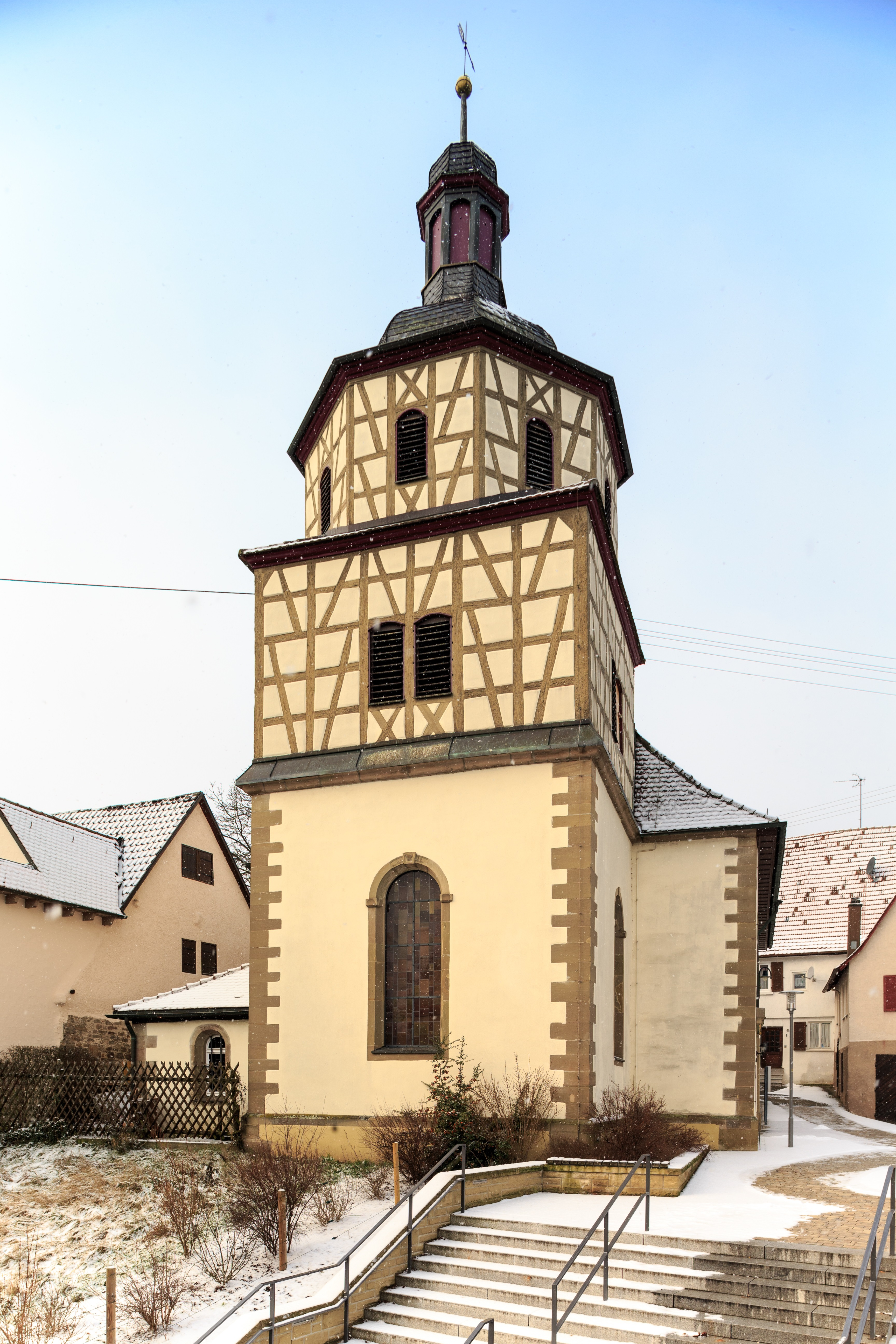
Galluskirche in Oberstenfeld
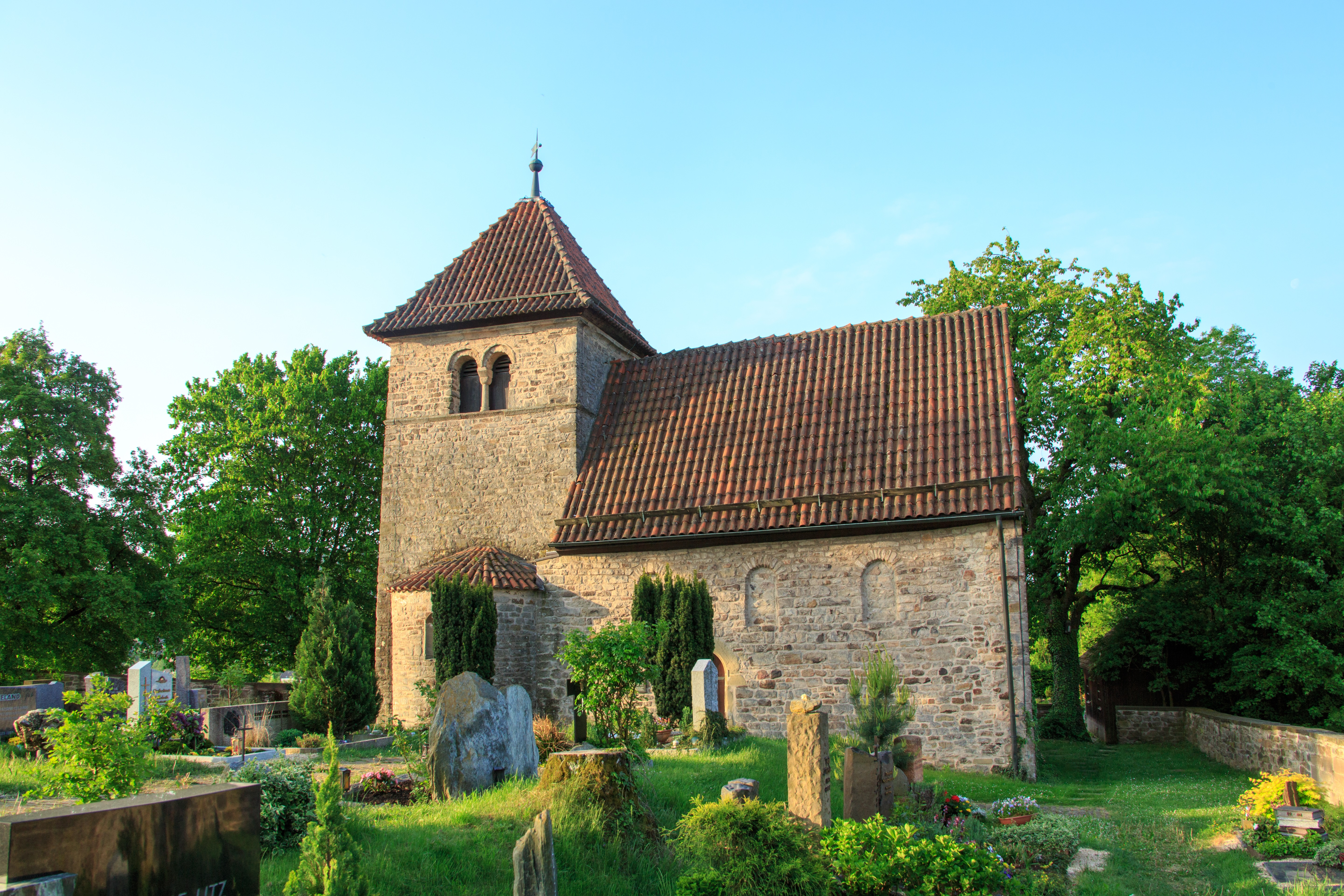
Peterskirche

Die im Ortskern gelegene protestantische Stiftskirche St. Johannes der Täufer ist eine der bedeutendsten romanischen Kirchen des Landes. Sie wurde als Gebetsort des 1016 gegründeten Adeligen Chorfrauenstiftes erbaut. Der Älteste Bauteil ist die westliche Hälfte der Krypta aus dem späten 11. Jahrhundert. Der damalige Bau wurde dann ersetzt. Zuerst kam das Hauptschiff, welches um 1220 erbaut wurde und danach der Chorturm um 1230. Sie ist Mai bis Oktober sonntags von 14 bis 16 Uhr geöffnet. Auf Anfrage werden auch Führungen angeboten. Dicht daneben steht die Dorfkirche, im 9. Jahrhundert als Galluskapelle errichtet. Später wurde sie zum Gebetshaus der Fleckengemeinde im Gegensatz zur benachbarten Stiftskirche, die den adligen Stiftsdamen vorbehalten war. Nach starken Beschädigungen aus dem Jahre 1693 wurde sie 1738 neu erbaut. Das Nordportal wird von dem steinernen Wappen der Gemeinde geziert, einem berittenen Obersten, der auch auf der Wetterfahne präsent ist.
Ebenfalls im Ortskern befindet sich die evangelische Galluskirche von 1738 mit dem außergewöhnlichen Fachwerkturm.
Die jüngste Kirche Oberstenfelds ist die evangelische Kirche im Ortsteil Prevorst, die 1905 in neugotischem Stil erbaut wurde.
Im Ortskern sind eine ganze Reihe von ansehnlich restaurierten barocken Fachwerkhäusern erhalten, darunter
- das Rathaus, das 1698 zunächst einstöckig erbaut wurde und dem 1840 zwei weitere Stockwerke aufgesetzt wurden;
- das Fachwerkhaus Großbottwarer Straße 14, über Eck gegenüber dem Rathaus am Marktplatz, erbaut 1700;
- die Bäckerei, das ehemalige Pfründhaus von 1702, Geburtshaus des Demokraten Johannes Nefflen, ursprünglich ein Wohnhaus für die Stiftsdamen;
- das Winzerhaus in der Berggasse 2, erbaut 1737;
- das Küferhaus von 1726 in der Küfergasse 15.

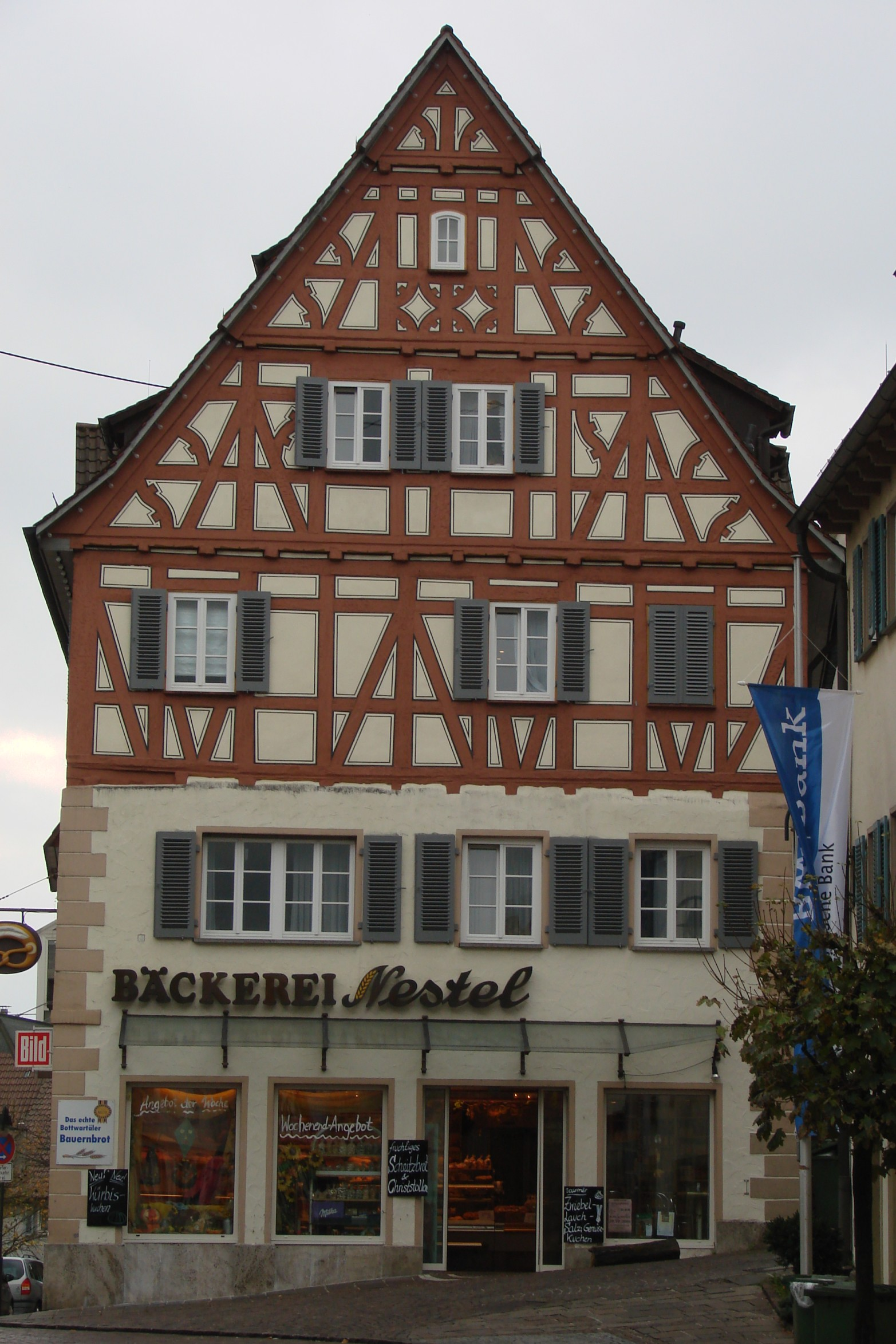
Ehemaliges Pfründhaus
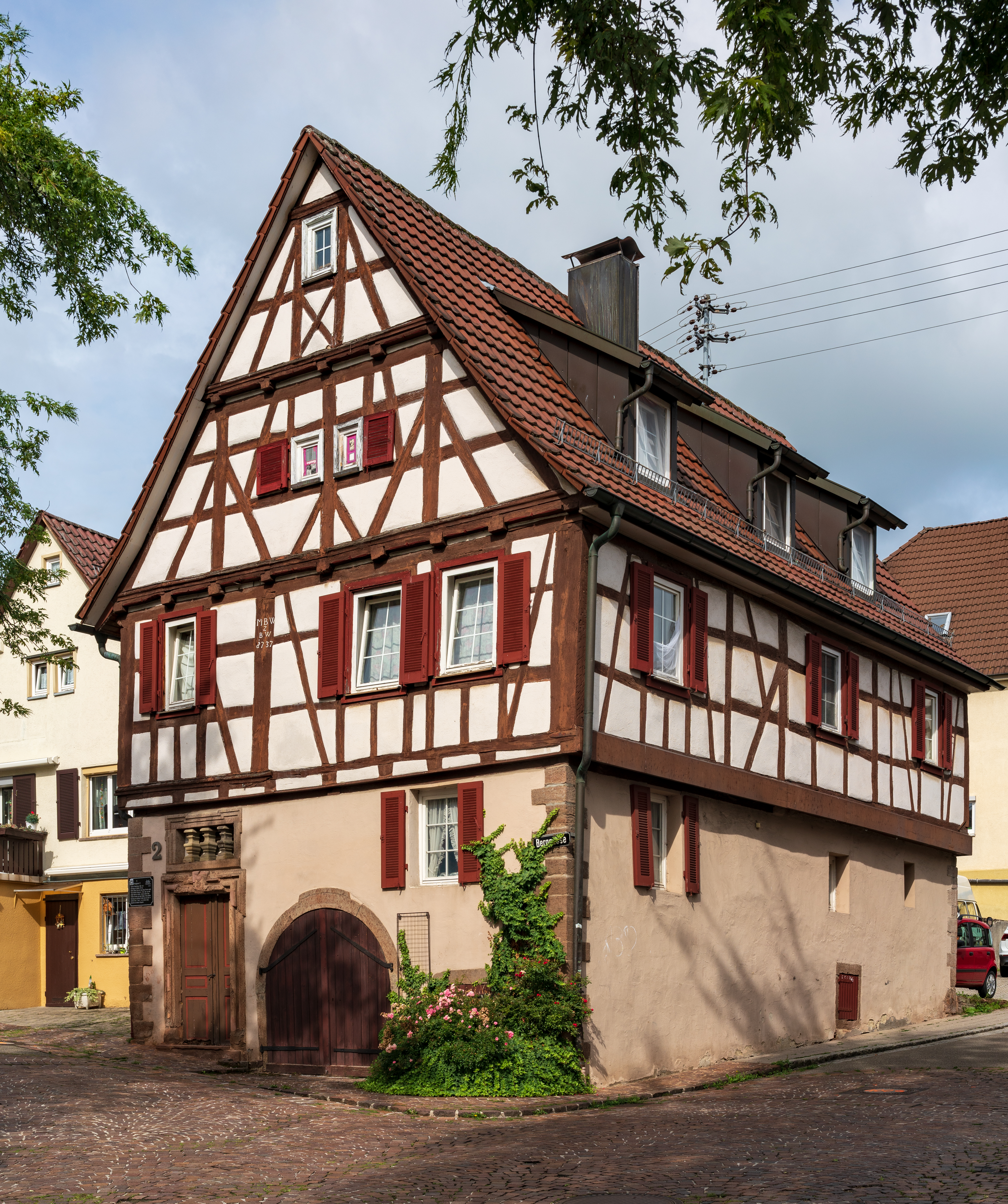
Winzerhaus Berggasse 2
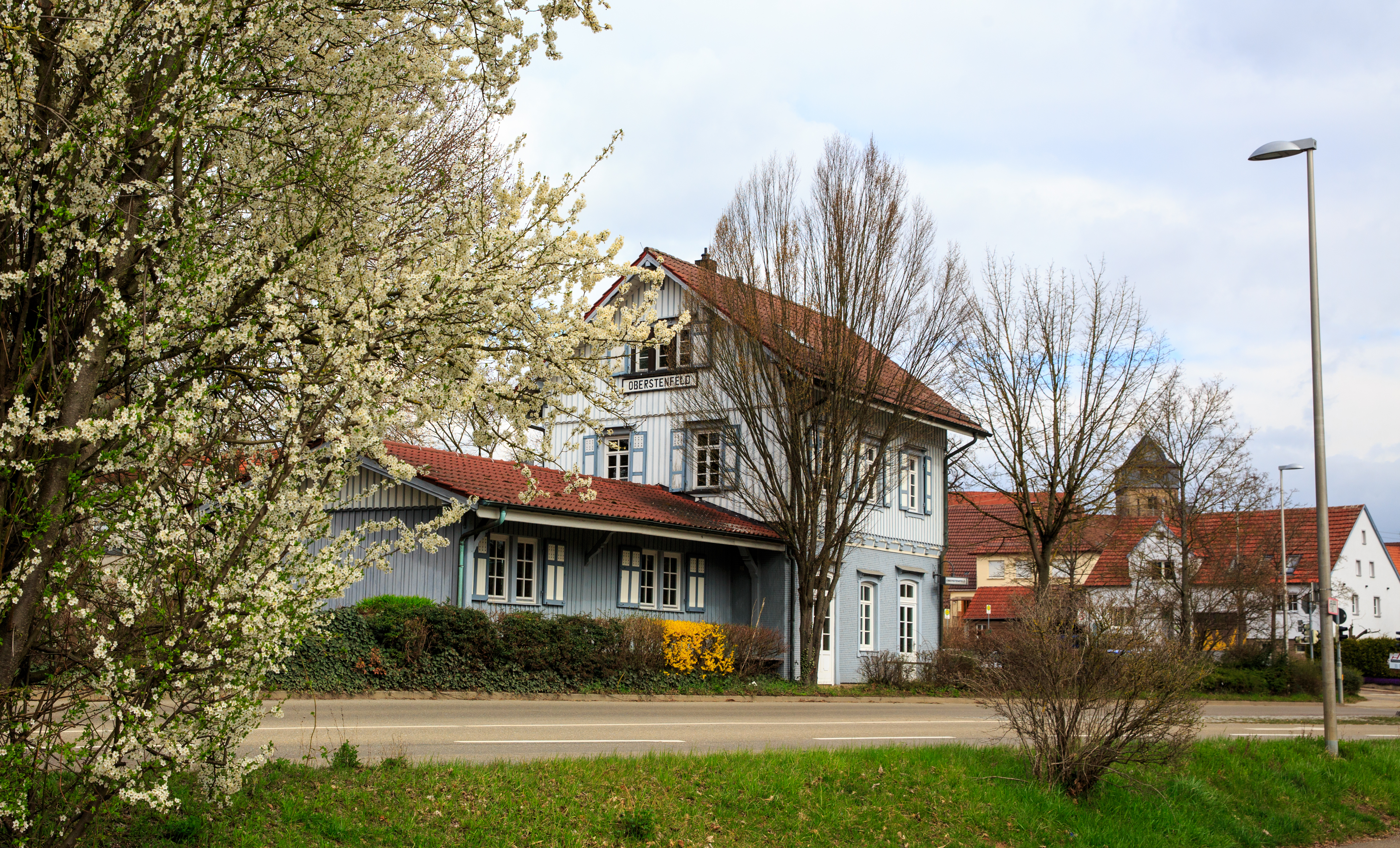
Historischer Bahnhof in Oberstenfeld
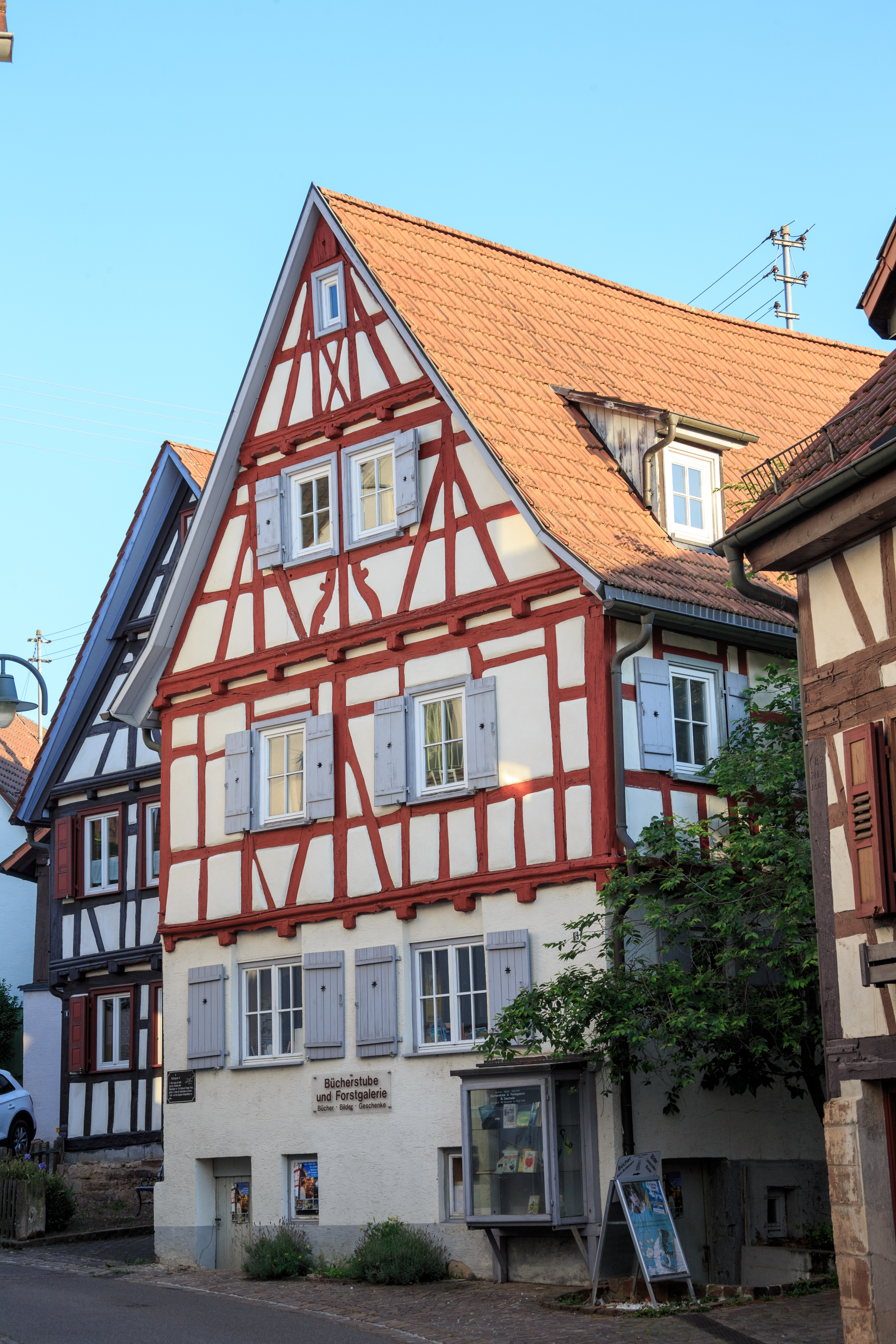
Fachwerkhaus in der Küfergasse

Nur wenige Minuten Fußweg südlich des alten Ortskerns befindet sich der Alte Bahnhof der Bottwartalbahn. Die Königlich Württembergischen Staats-Eisenbahnen erbauten die Bahnhofsgebäude 1893 als Einheitsbahnhof vom Typ IIa.
Das Kriegerdenkmal für die Gefallenen des Ersten Weltkrieges wurde von dem Nürnberger Bildhauer Wilhelm Krauss geschaffen und 1923 eingeweiht.
Im Wald bei Oberstenfeld erinnern Prinz Friedrichs Kochherd und der Prinzenstein daran, dass sich einst der Wildpark von Schloss Katharinenhof bis an den Ort heran erstreckte.

### Sport
- Der Sport- und Kulturverein SKV Oberstenfeld bietet Handball, Judo, Aikido, eine Koronarsportgruppe, Turnen, Wirbelsäulen-Gymnastik, Konditions-Gymnastik, Volleyball und Badminton an.
- Der Tennisclub Oberstenfeld unterhält für seine Mitglieder zehn Freiplätze und drei Hallenplätze.
- Die DLRG Oberes Bottwartal bietet Schwimm-/Rettungschwimmausbildung im Mineralfreibad Oberes Bottwartal und im Hallenbad Beilstein an.
- Der TSV Gronau bietet unter anderem eine Handball-, eine Schützen- und eine Bergsportabteilung.
- Der FV Oberstenfeld ist ein reiner Fußballverein und spielt aktuell in der Kreisliga A.
- Der Seifenkutschen- und Skiverein SSV Prevorst bietet Turnen und Gymnastik für Kindergarten- und Grundschulkinder, Mountainbike Ausfahrten für Jugendliche und Erwachsene, Tanzkreis (Disco-Fox, sowie Standard und Latein) und Gymnastik- und Freizeitsportgruppen an.[12]

### Regelmäßige Veranstaltungen
Das Pfingstturnier des SKV Oberstenfeld zieht jedes Jahr Handballer aus der Umgebung und ausländischen Vereinen an.
Der jedes Jahr ausgetragene Bottwartal-Marathon führt unter anderem auch durch Oberstenfeld, seit 2012 startet der Halbmarathon im Ortsteil Gronau.

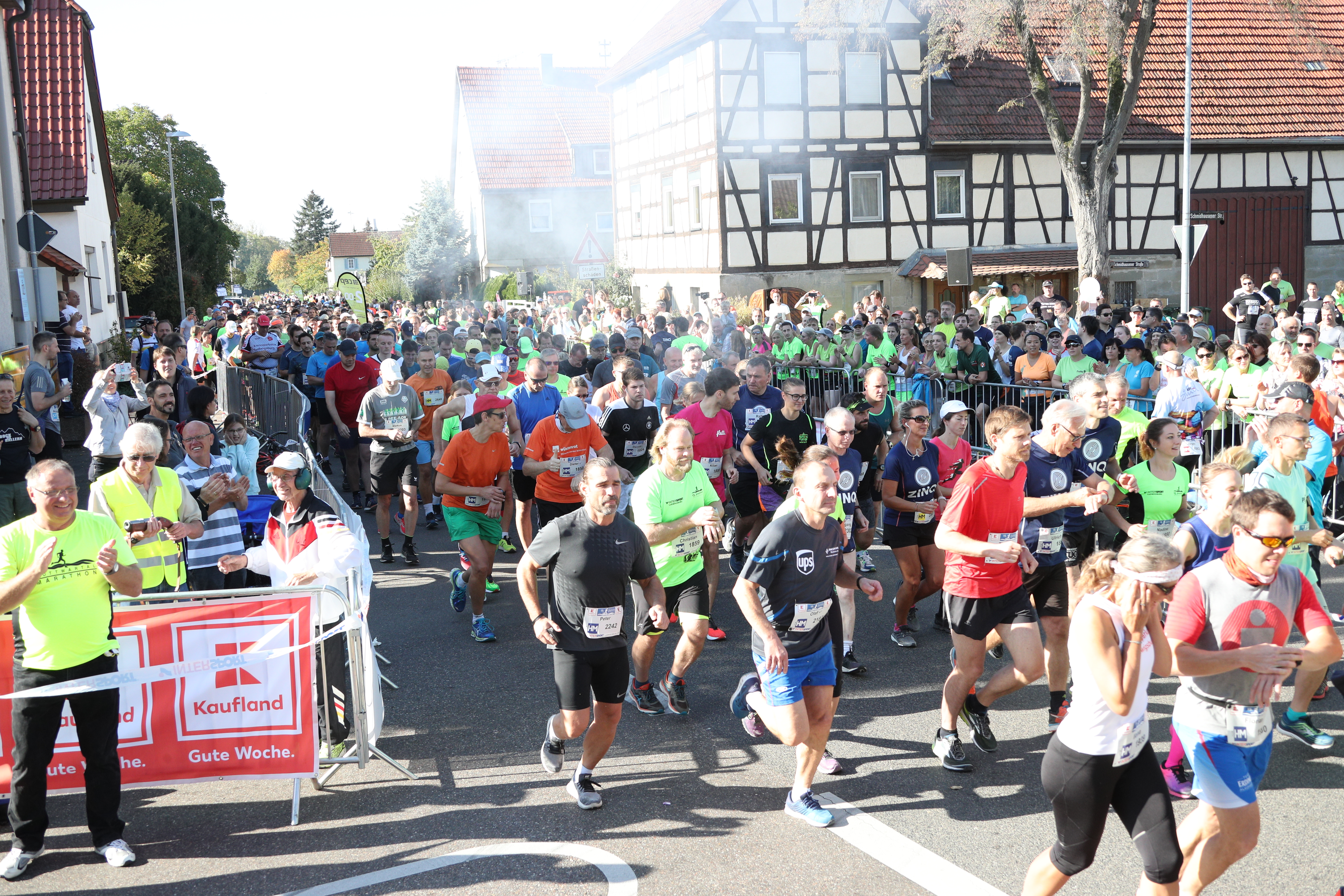
Bild vom Bottwartal-Halbmarathon in Gronau

Das Fleckenfest in Oberstenfeld wird jährlich am letzten Wochenende im Juni von den ansässigen Vereinen veranstaltet.

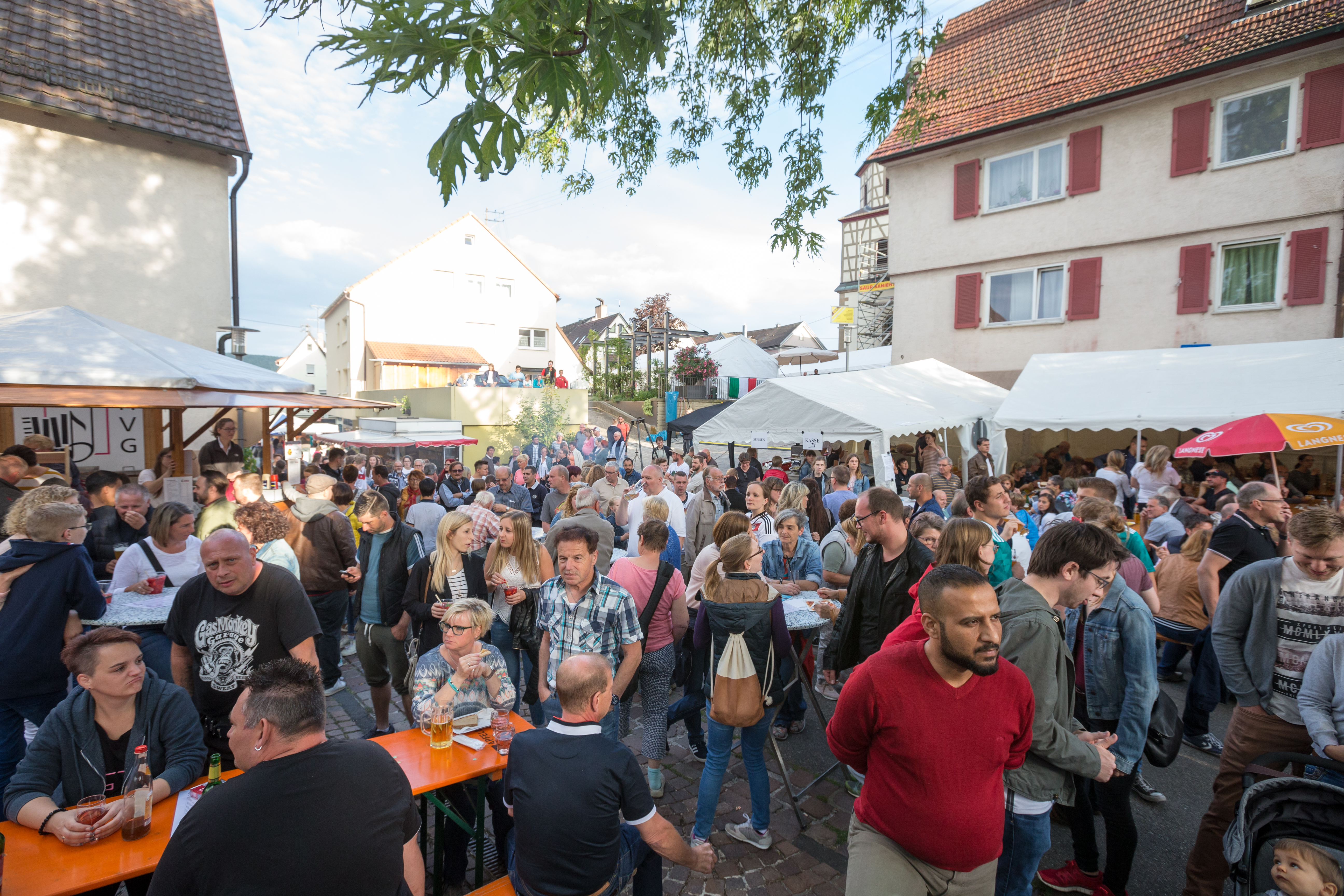
Fleckenfest in Oberstenfeld

### Wissenswertes
Im Herbst 2001 fanden im Ortsteil Prevorst die Dreharbeiten zu dem Spielfilm Das Verlangen unter der Regie von Iain Dilthey statt.

## Wirtschaft und Infrastruktur
Oberstenfeld ist ein Weinbauort, dessen Lagen zur Großlage Wunnenstein im Bereich Württembergisch Unterland des Weinbaugebietes Württemberg gehören. Im Teilort Gronau liegt das W&W Seminar- und Konferenzzentrum des Finanzdienstleistungskonzerns Wüstenrot & Württembergische.

### Verkehr
Die nahe gelegene A 81 Stuttgart–Würzburg sorgt für eine sehr gute Verkehrsanbindung mit dem Auto in alle Richtungen.
Da Oberstenfeld noch im Verkehrsverbund Stuttgart (VVS) liegt, existiert eine gute Anbindung an den ÖPNV in Richtung Marbach am Neckar mit dem Bus, wo man in die S-Bahn nach Stuttgart umsteigen kann.
Von 1894 bis 1968 war Oberstenfeld über die schmalspurige Bottwartalbahn, die Schmalspurstrecke von Marbach am Neckar nach Heilbronn Süd an das Eisenbahnnetz angeschlossen. Nach Demontage der Gleise dient die alte Trasse heute teilweise dem Württemberger Weinradweg. Er führt von Rottenburg am Neckar nach Niederstetten und verläuft dabei von Marbach über Steinheim an der Murr und Großbottwar nach Oberstenfeld und weiter über Beilstein nach Ilsfeld.

### Ansässige Unternehmen
Oberstenfeld hat etliche mittelständische Unternehmen und auch größere Arbeitgeber wie Werzalit oder Hoerbiger. Seit 2010 befindet sich die Produktion des Medizintechnik-Herstellers Novalung GmbH in Oberstenfeld. Die Kreissparkasse Ludwigsburg betreibt eine Filiale in Oberstenfeld, die zur Regionaldirektion Marbach gehört.

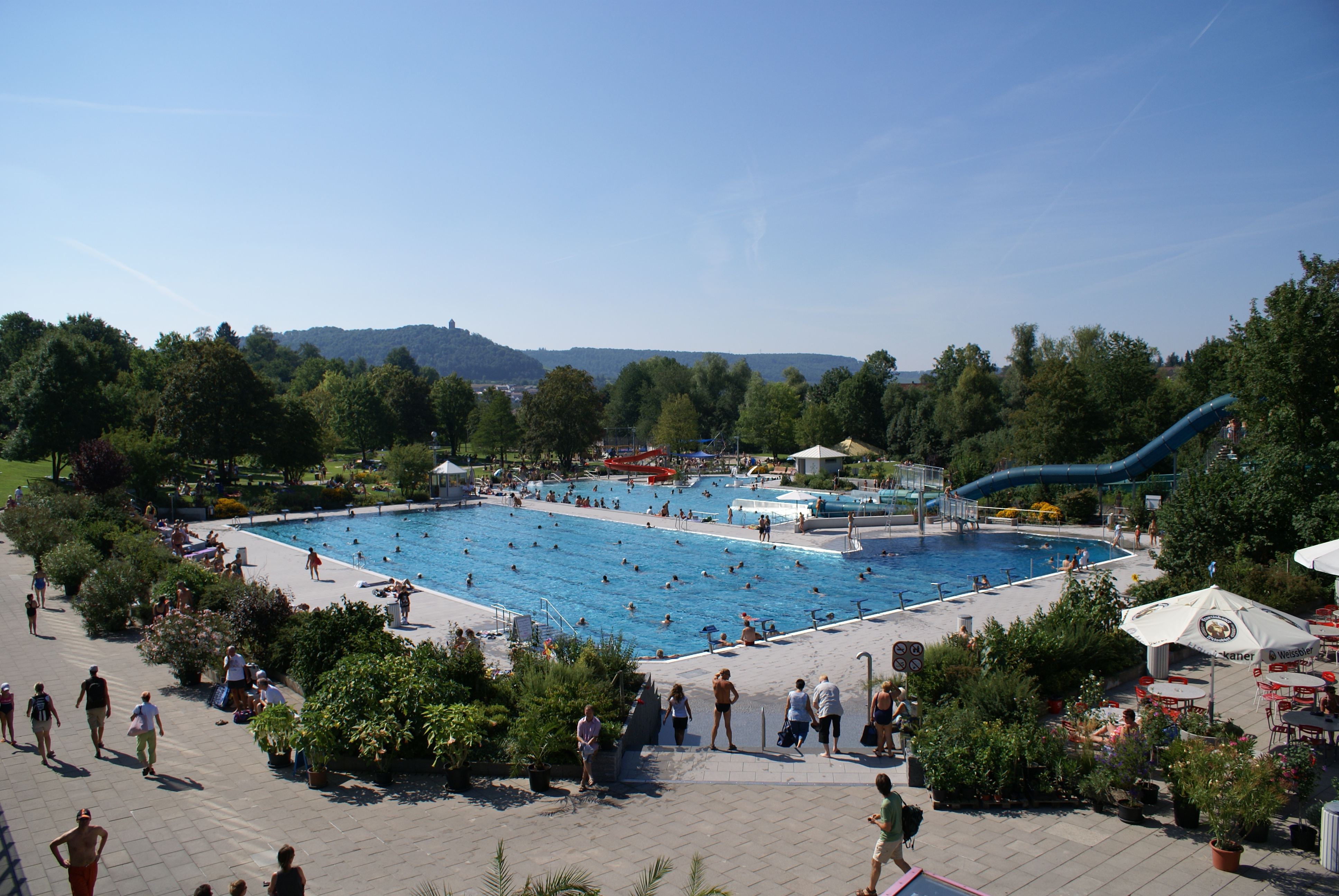
Mineralfreibad Oberes Bottwartal

### Öffentliche Einrichtungen
Es gibt ein Alten- und Pflegeheim der kreiseigenen Kleeblatt Pflegeheime.
Das Mineralfreibad Oberes Bottwartal wird in Kooperation mit der Nachbargemeinde Beilstein betrieben und ist von Anfang Mai bis Mitte September geöffnet. Es stehen über 1000 Parkplätze zur Verfügung.

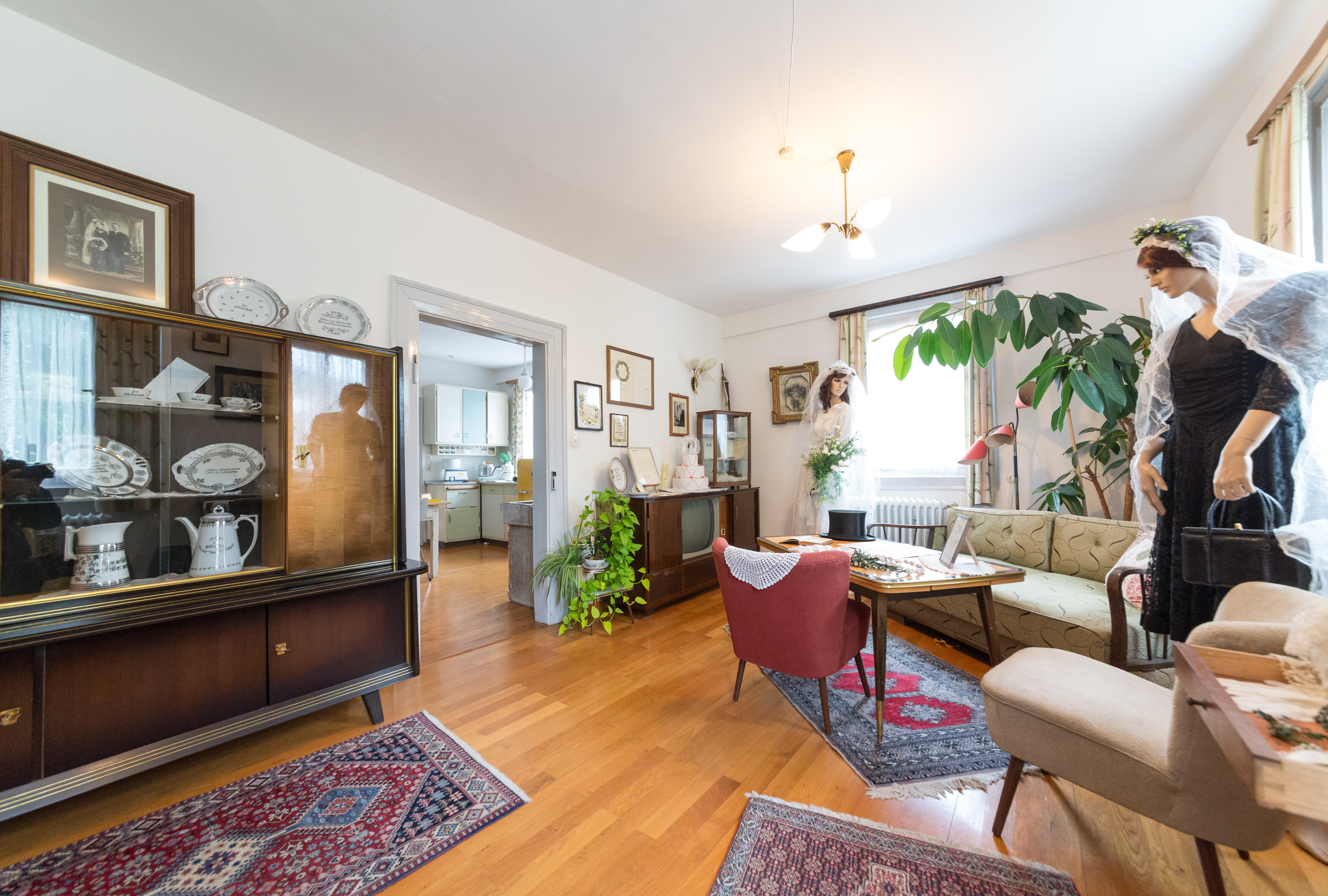
GroMusle im Alten Rathaus in Gronau

Im ehemaligen Rathaus im Ortsteil Gronau ist das GroMusle untergebracht. In diesem von Ehrenamtlichen betriebenen Museum sind Gegenstände aus der jüngeren Geschichte aus der Gemeinde und der Region in Dauer- und Wechselausstellungen präsentiert.
In dem Historischen Bahnhof befindet sich eine heimatkundliche Sammlung, welche bedeutende Gegenstände der Ortsgeschichte und aus der historischen Haus- und Landwirtschaft präsentiert. Dazu gehört auch eine vollständig erhaltene Schumacher Werkstatt aus dem von circa 1930.

### Bildung
Die Lichtenbergschule in Oberstenfeld ist eine Grund- und Hauptschule mit Werkrealschule. Hinzu kommen 4 Kindertageseinrichtungen in Oberstenfeld und jeweils eine in den beiden Ortsteilen Gronau und Prevorst.

### Ver- und Entsorgung
Das Stromnetz und das Erdgasnetz in der Gemeinde werden von der Syna GmbH betrieben, einem Tochterunternehmen der Süwag Energie AG.
Der westliche Teil von Oberstenfeld wird mit Fremdwasser von der Landeswasserversorgung versorgt, der östliche Teil von Oberstenfeld mit Mischwasser aus Eigenwasser und Landeswasser. Die Ortsteile Gronau und Prevorst werden mit Eigenwasser versorgt.
Die Abfallentsorgung wird von der Abfallverwertungsgesellschaft des Landkreises Ludwigsburg mbH (AVL) übernommen, einer 100%igen Tochtergesellschaft des Landkreises Ludwigsburg. Die AVL ist beauftragt, die Aufgaben zur Vermeidung, Verwertung und Beseitigung von Abfällen im Auftrag des Landkreises Ludwigsburg zu erfüllen.

## Söhne und Töchter der Gemeinde
- Jonathan Friedrich Bahnmaier (1774–1841), Theologe und Kirchenlieddichter
- Christian Duttenhofer (1778–1846), geboren in Gronau, Kupferstecher
- Johannes Nefflen (1789–1858), Schultheiß von Pleidelsheim und demokratischer Landtagsabgeordneter
- Friederike Hauffe (1801–1829), geboren in Prevorst, die „Seherin von Prevorst“
- Albert Pantle (1859–1921), Architekt
- Hermann Helber (1902–1945), Langstrecken- und Hindernisläufer aus Gronau
- Eugen Bertsch (1907–1980), Marathonläufer aus Gronau
- Egon Flaig (* 1949), Althistoriker und Islamkritiker
- Bernd Umbreit (* 1950), Filmemacher
- Max Rall (1878–1950), Techniker und Direktor bei Bosch

## Personen in Verbindung mit Oberstenfeld
- Albert Kallee (1884–1956), Landgerichtsdirektor in Stuttgart, verbrachte die Nachkriegszeit auf dem Neuwirtshaus